# Austrogomphus collaris
Austrogomphus collaris är en trollsländeart som först beskrevs av Hagen in Selys 1854.  Austrogomphus collaris ingår i släktet Austrogomphus och familjen flodtrollsländor. Inga underarter finns listade i Catalogue of Life.